# Tuhupurpuna
Tuhupurpuna fou una ciutat hitita situada al país dels kashka, no gaire lluny d'Athulissa, que el rei hitita Subiluliuma I va ocupar i seguidament va fortificar cap a l'any 1330 aC.
Segons Matthews i Glatz, podria correspondre al jaciment de Kanlıgöl, a l'oest de la ciutat turca de Korgun.